# Mainly Mancini
Mainly Mancini ist ein Jazzalbum von Tony Coe. Die am 3. und 4. August 1985 im Studio Nato in Chantenay-Villedieu entstandenen Aufnahmen erschienen 1985 als Langspielplatte in 25-cm-Format, 1991 als Compact Disc auf dem französischen Label Chabada.

## Hintergrund
Toe Coe hatte zu den Jazzmusikern gehört, die Anfang der 1960er-Jahre an der Komposition des Original-Titelsongs – „The Pink Panther Theme“ – der Pink-Panther-Reihe mitgewirkt haben. Er war dann auch Teil des Teams, das 1963 die Melodie für den Film auf dem Tenorsaxophon einspielte. Folglich lag es nahe, in späteren Jahren ein Album mit weiteren Stücken von Henry Mancinis Filmmusiken einzuspielen; dies waren „Crazy World“ (aus dem Film Victor/Victoria aus dem Jahr 1982), „Mr. Lucky“ (aus der gleichnamigen Fernsehserie von 1959/60), „Days of Wine and Roses“ aus dem gleichnamigen Film von 1962 und „Charade“, die Titelmelodie für die Kriminalkomödie gleichen Titels (1963), mit Audrey Hepburn und Cary Grant in den Hauptrollen. Hinzu kamen zwei Eigenkompositionen Tony Coes, „Hank Neuf“ und „Mancinissimo“, das den Untertitel „How I Learned to Stop Worrying and Love Giant Steps“ trug, eine Anspielung auf John Coltranes Komposition „Giant Steps (Jazzstandard)“.
Coe nahm das Album im Trioformat mit Tony Hymas (Piano) und Chris Laurence (Kontrabass) auf, bis auf „Charade“, bei dem Coe zum Piano wechselte und sich im Mehrspurverfahren selbst beim Spiel auf dem Tenorsaxophon begleitete.

## Titelliste
- Tony Coe: Mainly Mancini (Chabada OH-8)[4]

A1		The Pink Panther	5:02

A2		Crazy World (from Victor Victoria)	6:04

A3		Hank Neuf (Coe) 7:25

B1		Mister Lucky	4:06

B2		Mancinissimo (Coe) 4:41

B3	    Days of Wine and Roses (Mancini, Johnny Mercer) 4:34

B4		Charade	(Mancini, Johnny Mercer) 4:49
Wenn nicht anders vermerkt, stammen die Kompositionen von Henry Mancini.

## Rezeption
Die Kritiker Richard Cook & Brian Morton verliehen dem Album in The Penguin Guide to Jazz die Höchstbewertung von vier Sternen und schrieben, Mancinis Ruf bei den Musikkritikern scheint mit den Jahren gewachsen zu sein. Unweigerlich und passenderweise beginne daher dieses Album mit „The Punk Panther“, aber es sei „Crazy World“ (aus Victor/Victoria), das die Aufmerksamkeit auf sich ziehe. Die beiden Eigenkompositionen Coes, „Hank Neuf“ und „Mancinissimo“ seien zwei glorreiche Darbietungen, absolut im Geiste von nicht einem, sondern zwei Meistern, nämlich Mancini und John Coltrane. Gäbe es nicht „Days of Wine and Roses“, wäre „Charade“ das denkwürdigste Stück auf der Platte, aber die großartige Ballade gewinne zweifellos.